# Преображенка (Сандиктауський район)
Преображе́нка (каз. Преображенка) — село у складі Сандиктауського району Акмолинської області Казахстану. Входить до складу Білгородського сільського округу.
Населення — 116 осіб (2021; 159 у 2009, 231 у 1999, 295 у 1989).
Національний склад станом на 1989 рік:
- росіяни — 71 %.

Станом на 1989 рік село називалось Приображенка.